# Karinsko more
Karinsko more je gotovo zatvoreni morski zaljev površine 5,7 km2 koji je uskim kanalom spojen s Novigradskim morem. Nalazi se oko 30 km istočno od Zadra. Prosječna dubina u zaljevu je 12 metara. U Karinsko more se ulijevaju manji slatkovodni vodotoci koji miješanjem sa slanom vodom uzrokuju nastanak ljekovitog blata. Najveći vodotok je rijeka Karišnica, koja se ulijeva u dnu zaljeva, a tu je i rijeka Bijela. 
Područje Karinskog mora, kao ogranak Jadranskog mora zavučen duboko u kopno, naseljeno je još od najstarijih vremena. Tu se nalazilo antičko naselje Corinium, a kasnije Karin, koji je imao važnu obrambenu ulogu u srednjem vijeku. Naselja koja izlaze na Karinsko more su Kruševo, Gornji i Donji Karin te Pridraga. Danas se tu razvija turizam (auto-kamp, veliko turističko naselje u Gornjem Karinu).